# Mjao-Jao narodi
Mjao-Jao narodi (Miao-Yao, Hmong-Mien), porodica naroda i jezika raširena u Kini. Mjao-Yao, danas nazivani Hmong-Mien, govore 35 jezika podijeljenih u dvije glavne skupine, Hmong ili Mjao i Jao ili Mien. 

## Narodi Mjao-Jao
- A-Hmao, 200,000 (1987 Wurm et al.), Yunnan. Govore sjeveroistočni dian hmong. Zovu se i Cvjetni Mjao, dio su nacionalnosti Mjao.
- Aoka
- Baheng, žive u Kini i Vijetnamu, 32,384 ukupno, etničkih u Kini 26,815 (1995 McConnell). Govore jezikom pa-hng. Dio nacionalnosti Jao.
- Beidongnuo
- Biao-Jiao Mien, nisu isto što i Biao Mien. 43,000 (1995 Wang and Mao). Na granici Guangxia i Hunana. Spadaju u Jao. Dio nacionalnosti Jao.
- Biao Mien, govore biao mon, spadaju u Jao. Dio nacionalnosti Jao. 20,000 (1995 Wang and Mao), pretežno u okrugu Ruyuan.
- Bijeli Mjao,
- Bunuo, govore bu-nao. Etničkih 439,000 (popis 1982). Oko 100,000 ih govori zhuang (žuan). Provincije Guizhou i Yunnan.
- Chonganjiang Mjao, 70,000 (1982). Dio nacionalnosti Mjao.
- Crni Mjao
- Crveni Mjao, na istočne i zapadne. Dio su narodnosti Mjao.
- Ga Mong
- Ge
- Gha-Mu
- Hmong Daw ili Bijeli Meo, 514,895, Kina, Laos, Tajland, Vijetnam. Kinezi ih zovu Bijeli Mjao. Dio nacionalnosti Mjao. U Tajlandu njihovim jezikom govori i narod Hmong Qua Mba, koji živi u selima etničkih grupa Hmong Daw i Hmong Njua.
- Hmong Njua,  1,290,600 i Kini, Tajlandu, Laosu, Burmi i na rijeci S Pa u Vijetnamu.
- Hmong Shuad, žive u Vijetnamu gdje ih se očuvalo 60 (2003) a govorew jezikom hmong shua. Ostali Hmongi, Hmong Don i Hmong Dô, izgleda da su nestali.
- Istočni Hmu ili Crni Mjao. 200,000 (1987 Zhang and Cao). Dio nacionalnosti Mjao. govore istočni qiandong hmong
- Istočni Huishui Mjao, Dio nacionalnosti Mjao, distrikt Gaobaibang u provinciji Guizhou.
- Iu Mien, spadaju u Jao. 818,685 u Kini, Laosu, Tajlandu i Vijetnamu. Sebe često zovu Kim Mien ili  'ljudi iz planine' . Etničke grupe: Hua Lan, Hua, Hung, Cao Long, Coc, Khoc, Quan Coc, Quan Trang, Son Trang, Sung, Tien (Tiao Tchaine), Yaya. U Tajlandu govore dijalektom chiangrai; u Vijetnamu: dao do, deo tien, dao lan tien, dao lo gang, cham, quan chet, quan trang.
- Jugozapadni Guiyang Mjao, 50,000 (1987 Wurm et al.), provincija Guizhou. Dio nacionalnosti Mjao.
- Jugozapadni Huishui Mjao, 40,000 (1987 Wurm et al.), južno od Guiyanga u provinciji Guizhou. Dio nacionalnosti Mjao.
- Južni Guiyang Mjao, 20,000 (1987 Wurm et al.), Guizhou. Dio nacionalnosti Mjao.
- Južni Mashan Mjao, 7,000 (1987 Wurm et al.), jugozapadni Guizhou. Govore južni mashan hmong. Dio nacionalnosti Mjao.
- Južni Qiandong Hmong, ili Crni Mjao, 300,000 (1987 Zhang and Cao) u Kini, u Vijetnamu ih ima nešto malo. Dio nacionalnosti Mjao.
- Kim Mun ili "ljudi iz šume"  ili Lantien kako ih zovu Kinezi "oni koji izrađuju boju." Ponekad i Shanzi Yao ili  'planinski Yao' , 374,500 u Kini, Laosu i Vijetnamu. Dio nacionalnosti Jao.
- Kiong Nai, maleno pleme koji govore jiongnai, 1,078 (1999 Mao Zongwu). Žive u Guangxiju. Kinezi ih zovu Hualan Yao ili  'Yao s cvjetnim košarama' .
- Luopohe ili Luobohe Mjao, 40,000 (1987 Wurm et al.). Dio nacionalnosti Mjao. Guizhou.
- Qanu,
- She, etničkih 630,378 (popis 1990), u provincijama Fujian, Anhui, Zhejiang, Jiangxi i Guangdong.
- Sjeverni Guiyang Mjao, 60,000 (1987 Wurm et al.). Guizhou. Dio nacionalnosti Mjao.
- Sjeverni Hmu ili Crni Mjao, He Miao, Hei Miao, govore sjeverni qiandong hmong. 900,000 (1987 Zhang and Cao). Guizhou. Dio nacionalnosti Mjao.
- Sjeverni Huishui Mjao, 50,000 (1987 Wurm et al.), južno od Guiyanga. Sastoje se od nekoliko etničkih podgrupa. Dio nacionalnosti Mjao.
- Središnji Huishui Mjao, 30,000 (1987 Wurm et al.), u i blizu grada Guiyang. Dio nacionalnosti Mjao.
- Središnji Mashan Mjao, 50,000 (1987 Wurm et al.), jugozapadni Guizhou. Dio nacionalnosti Mjao.
- Wunai, kao i Yuonuo spadaju u Jao ogranak Bunu, 18,442 (1995 McConnell). Zapad provincije Hunan.
- Xi.
- Younuo, 9,716 (1995 McConnell). Dio nacionalnosti Jao. U autonomnoj regiji Guangxi Zhuang.
- Zaomin, nisu pravi Jao, nego imigranti sa sjevera koje su Jao asimilirali. Sebe zovu Zaomin ili Yaomin, a Kinezi Bapai Yao. 60,000 (1995 Wang and Mao). Govore dzaomin.
- Zapadni Mashan Mjao, 10,000 (1987 Wurm et al.), Guizhou,

## Vanjske poveznice
- Hmong-Mien languages